# Integrál
Integrál je jeden ze základních pojmů matematiky. Spolu s derivací tvoří dvě hlavní operace matematické analýzy, integrace je inverzní operace derivace. Pojmem integrál rozumíme určitý nebo neurčitý integrál. Jedná se o dvě odlišné koncepce, které spolu úzce souvisí. Slovo integrál zavedl Johann Bernoulli. Znak integrálu ∫ pochází z latinského slova ſumma (summa, součet) psaného s dlouhým s. Toto značení vytvořil Gottfried Leibniz. V geometrii se používají tzv. křivkové resp. plošné integrály umožňující určit délku křivky či obsah plochy křivkou uzavřené resp. povrch či objem (Gaussova věta) trojrozměrných útvarů. Principy integrování byly poprvé formulovány nezávisle na sobě Isaacem Newtonem a Gottfriedem Leibnizem na konci 17. století, kteří nezávisle formulovali základní větu analýzy, díky níž spojili diferenciální a integrální počet.

## Neurčitý integrál
Neurčitý integrál funkce je množina jejích primitivních funkcí, lišících se v hodnotě přičítané konstanty. Používá se zejména k výpočtu určitého integrálu s využitím základní věty integrálního počtu a při řešení diferenciálních rovnic. Neurčitý integrál je opak derivace a proto umožňuje z rychlosti měnící se veličiny určit časový průběh této veličiny. Ke každé funkci {\displaystyle f} spojité na intervalu {\displaystyle (a,b)} existuje na tomto intervalu funkce primitivní. Neurčitý integrál zapisujeme:
{\displaystyle F(x)=\int f(x)\,\mathrm {d} x\,+\,C}
kde {\displaystyle C} je libovolná konstanta a {\displaystyle \mathrm {d} x} označuje infinitezimální hodnotu proměnné, podle které se integruje. Pokud by funkce {\displaystyle F} byla posunutá o konstantu {\displaystyle C} nahoru nebo dolů, její derivace bude pořád stejná. Výpočet neurčitého integrálu funkce {\displaystyle f} je úloha hledání její primitivní funkce {\displaystyle F}, jejíž derivace je integrovaná funkce:
{\displaystyle {\frac {\mathrm {d} }{\mathrm {d} x}}F(x)={\frac {\mathrm {d} }{\mathrm {d} x}}\int f(x)\,\mathrm {d} x\,+\,{\frac {\mathrm {d} }{\mathrm {d} x}}\,C=f(x)}
Při hledání primitivní funkce se používají různé integrační techniky, například integrace per partes, substituční metoda, rozklad na parciální zlomky.

## Určitý integrál

Integrál jako plocha pod křivkou

Určitý integrál lze chápat geometricky jako obsah plochy pod křivkou danou grafem  nezáporné funkce na daném intervalu. Určitý integrál spojité funkce {\displaystyle f} na intervalu {\displaystyle \langle a,b\rangle } zapisujeme užitím základní věty integrálního počtu:
{\displaystyle \int _{a}^{b}\!f(x)\,\mathrm {d} x=F(b)-F(a)}
kde {\displaystyle a} a {\displaystyle b} jsou integrační meze, tj. výsledkem výpočtu určitého integrálu je číslo, na rozdíl od neurčitého integrálu, kde výsledkem výpočtu je funkce. Existují různé definice určitého integrálu podle formulace integrálních součtů, tj. existují různé určité integrály, např.:
- Newtonův integrál, definovaný pomocí neurčitého integrálu,
- Riemannův integrál, definovaný pomocí geometrické interpretace plochy pod křivkou,
- Lebesgueův integrál, definovaný pomocí teorie míry.

Jednotlivé integrály se liší množinou funkcí, které jsou ve smyslu jednotlivých definic integrovatelné. Pokud však je funkce integrovatelná ve smyslu více definic, pak je hodnota integrálu stejná, definice jsou pak na daných definičních oborech ekvivalentní, v praxi a v základních kurzech matematiky se zpravidla pod pojmem určitý integrál rozumí Newtonův nebo Riemannův integrál.

## Vztah mezi určitým a neurčitým integrálem

Animace souvislosti plochy pod grafem funkce (určitý integrál) a primitivní funkcí (neurčitý integrál).

- Určitý integrál zpravidla počítáme pomocí základní věty integrálního počtu jako změnu primitivní funkce na uvažovaném intervalu. V tomto smyslu je možno určitý integrál vyjadřovat pomocí neurčitého integrálu.
- Vztahem {\displaystyle F(x)=\int _{a}^{x}f(t)\ \mathrm {d} t} je možno definovat primitivní funkci k funkci {\displaystyle f} pomocí Riemannova integrálu. Toto se využívá v případech, kdy primitivní funkce není elementární funkcí, například integrálsinus. V takovém případě bývá obvyklé použít k výpočtu integrálu numerickou integraci.

## Zobecnění určitého integrálu

### Nevlastní integrál
Určitý integrál, ve kterém je buď neohraničený interval (alespoň jedna z integračních mezí v nekonečnu) nebo neohraničená funkce (nespojitá nebo jdoucí v daném intervalu do nekonečna).

### Křivkový integrál
Křivkový integrál je integrál skalárního nebo vektorového pole počítaný podél křivky.

### Plošný integrál
Plošný integrál je integrál skalárního nebo vektorového pole počítaný podél křivky ohraničující nějakou plochu.

### Vícerozměrný integrál
Integraci funkce více proměnných probíhá vždy na určité oblasti {\displaystyle \displaystyle \Omega }. Je-li {\displaystyle \displaystyle f(x_{1},x_{2},...,x_{n})} funkcí {\displaystyle \displaystyle n} nezávisle proměnných, pak její integrál na určité {\displaystyle \displaystyle n}-rozměrné oblasti {\displaystyle \displaystyle \Omega } označujeme jako {\displaystyle n}-rozměrný integrál, přičemž jej zapíšeme některým z následujících způsobů:
{\displaystyle {\iint \cdots \int }_{\Omega }f(x_{1},x_{2},\ldots ,x_{n})\,\mathrm {d} \Omega ={\iint \cdots \int }_{\Omega }f(x_{1},x_{2},\ldots ,x_{n})\,\mathrm {d} x_{1}\mathrm {d} x_{2}\cdots \mathrm {d} x_{n}={\iint \cdots \int }_{\Omega }f(x_{1},x_{2},\ldots ,x_{n})\,\mathrm {d} ^{n}x}.
Počet integračních znaků {\displaystyle \int } odpovídá počtu proměnných, přes které integrujeme. Je-li ze zápisu integrálu zjevné, že se jedná o vícerozměrný integrál, pak zapisujeme pouze jeden integrační znak:
{\displaystyle \int _{\Omega }f(x_{1},x_{2},\ldots ,x_{n})\,\mathrm {d} \Omega \,}.
Vícerozměrné integrály se obvykle řeší převodem na vícenásobnou integraci pomocí Fubiniovy věty. Mezi vícerozměrné integrály řadíme např. plošný a objemový integrál.

### Komplexní integrál
V komplexní rovině se užívají křivkové integrály. Pokud tyto integrály probíhají po uzavřené křivce ležící v komplexní rovině, lze je vypočítat pomocí reziduové věty, Cauchyova vzorce nebo Cauchyovy věty.

## Aplikace
Pomocí určitého integrálu lze určit např. obsah rovinného obrazce, délku oblouku křivky, povrch nebo objem rotačního tělesa. Integrály se využívají při řešení diferenciálních rovnic či v teorii pravděpodobnosti. Ve fyzice integrál můžeme použít při výpočtu např. momentů hybnosti, momentů setrvačnosti, těžiště hmotného tělesa, či výpočtu vykonané práce podél dráhy, rovné křivkovému integrálu vektoru síly podle dráhy.